# Cultures
Cultures is een gemeente in het Franse departement Lozère (regio Occitanie) en telt 113 inwoners (2004). De plaats maakt deel uit van het arrondissement Mende.

## Geografie
De oppervlakte van Cultures bedraagt 3,9 km², de bevolkingsdichtheid is 29,0 inwoners per km².

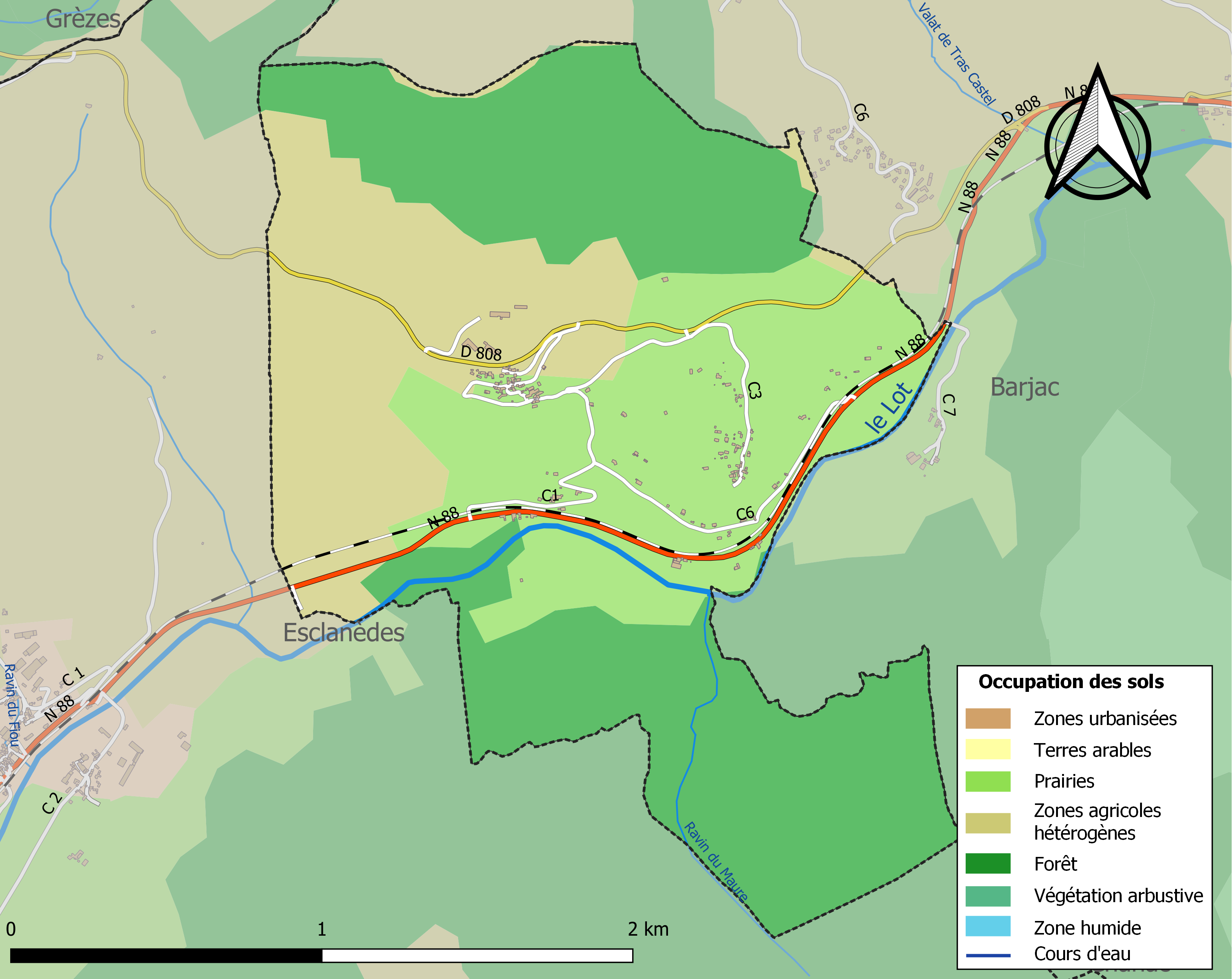
Kaart van de gemeente met de belangrijkste infrastructuur, bodemgebruik en omliggende gemeenten

De onderstaande kaart toont de ligging van Cultures met de belangrijkste infrastructuur en aangrenzende gemeenten.

## Demografie
Onderstaande figuur toont het verloop van het inwonertal (bron: INSEE-tellingen).